# Jacopo I Appiano
Jacopo I Appiano, noto anche come Iacopo Appiani o Iacopo d'Appiano (Pisa, 1322 circa – Pisa, 10 settembre 1398), è stato un nobile, notaio e politico italiano, signore di Pisa dal 1392 al 1398.

## Biografia
Figlio di Vanni, anziano di Pisa al servizio dei Gambacorti, ricoprì il ruolo di cancelliere del Consiglio degli anziani, sotto nomina del signore Pietro Gambacorti. Nel 1392, bramoso di potere e d'accordo con Gian Galeazzo Visconti, si impadronì della città uccidendo il signore pisano.
Alla sua morte nel 1398 la signoria passò nelle mani del figlio Gherardo Appiano.